# Baile deportivo

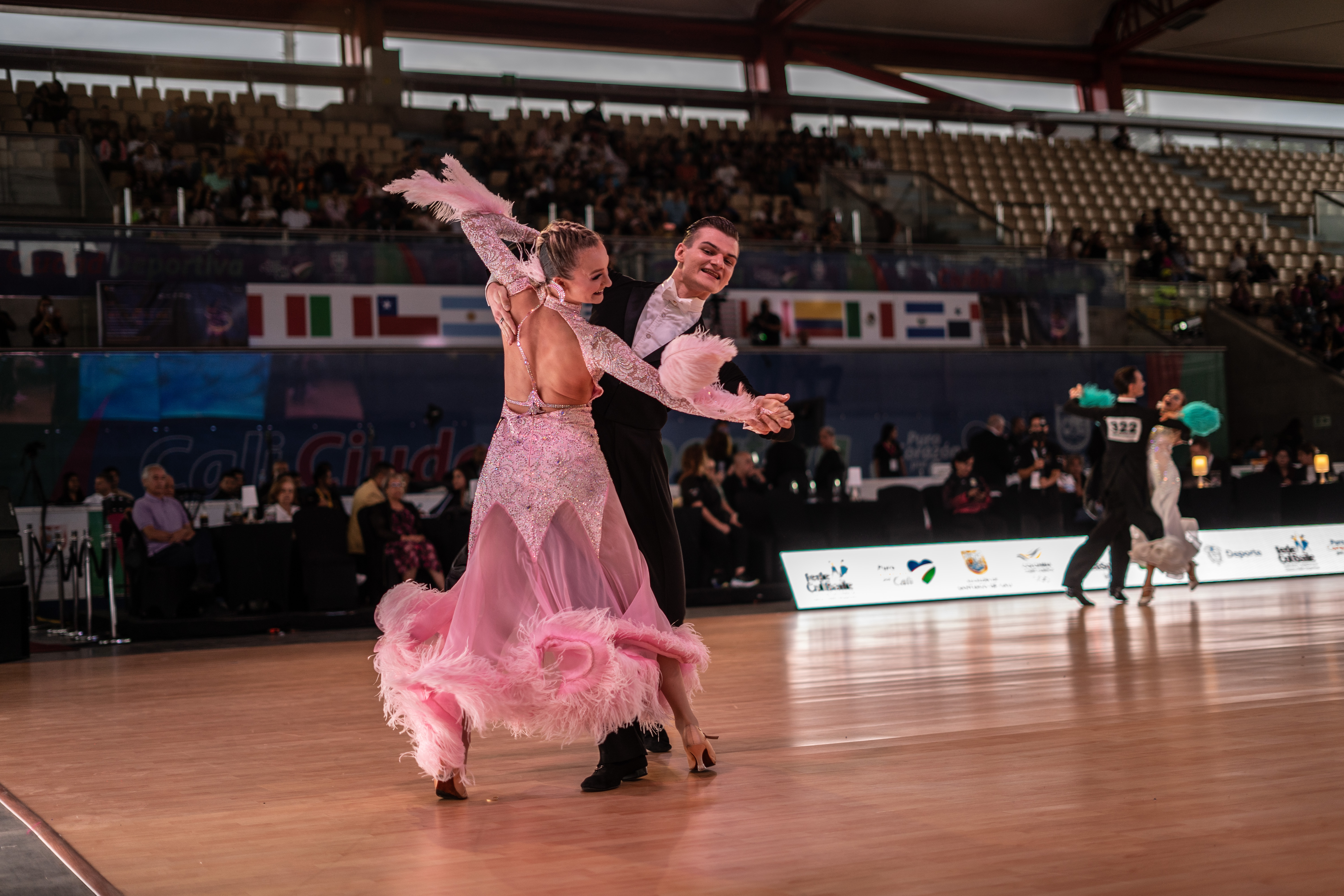
Liga Mundial de Campeones El Alférez Real en Cali, 2023

Los términos baile de salón de competición, baile deportivo, baile de competición y DanceSport se usan para denominar el baile como modalidad deportiva.
En este tipo de baile se respetan direcciones y se siguen unas normas establecidas y escritas (descripción de figuras, alineamientos, etc.), bailándose en todo el mundo de la misma forma. En esta modalidad solamente están incluidos 10 bailes.
El término “Baile Deportivo”, traducción del alemán "Tanzsport", designa una forma evolucionada de baile de salón que es objeto de competiciones de carácter deportivo. Su técnica es fruto de una larga tradición internacional y comporta a la vez un elevado grado de ejercicio físico así como un importante componente artístico. Se práctica en cerca de setenta países repartidos por todo el mundo, los cuales se hallan representados en la World Dance Sport Federation (WDSF). En muchos de estos países el baile deportivo está reconocido oficialmente como deporte y en algunos casos como deporte olímpico.

## Modalidades

### Bailes Europeos

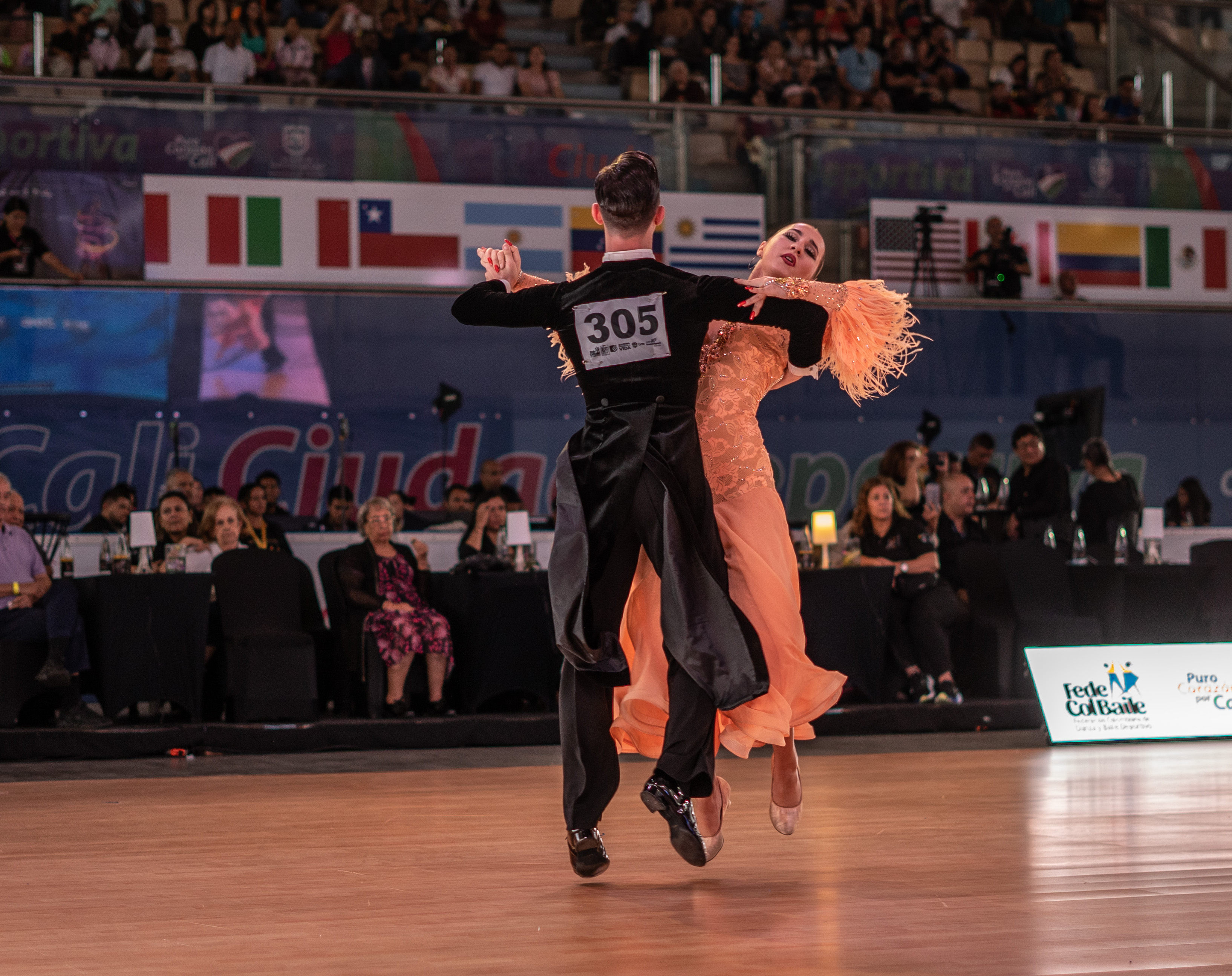
Baile Deportivo, Cali 2023

Los bailes europeos son una clara expresión de sobriedad y elegancia, con características propias de los países, las épocas y los niveles sociales en los que se desarrollaron o adaptaron estos bailes. En general los bailes del grupo Europeos son muy rigurosos, tanto en sus programas como en su vestuario. En la alta competición, los caballeros van de impecable frac y las damas llevan vestidos largos de faldas con orlas de plumas para que pesen y tengan cuerpo en los giros.
Dentro del grupo de los bailes Europeos, se incluyen estos cinco bailes, con los compases por minuto o tempo en los que se deben bailar los distintos ritmos en competiciones internacionales:
- Vals inglés - 28/30
- Tango europeo - 31/33
- Vals vienés - 58/60
- Slow Fox - 28/30
- Quickstep - 50/52

### Bailes Latinos
De un carácter radicalmente distinto al de los bailes europeos, los bailes latinos expresan fuerza y, sobre todo, sentimiento. Una fuerza y un sentimiento que toda pareja debe saber transmitir a todos aquellos que están viendo y evaluando sus evoluciones sobre la pista. Una de las características que también distingue a los latinos, es el movimiento de caderas que acompaña a los pasos.
En contrapartida con los estándar, los bailes latinos no son tan rigurosos con las figuras que las parejas deben ejecutar ante un jurado. Partiendo de unas "reglas" básicas, es la imaginación de los bailarines la que construye un programa. Esto tiene su encanto, y es que no hay dos parejas que bailen igual, por lo que existe una enorme variedad donde escoger. Con el vestuario pasa lo mismo. Solamente el buen gusto marca el límite que una pareja debe respetar a la hora de escoger la ropa. Suelen ser vestidos cortos.
Dentro del grupo de los bailes latinos, se incluyen estos cinco bailes, con los compases por minuto o tiempo en los que se deben bailar los distintos ritmos en competiciones internacionales:
- Rumba bolero - 26/27
- Cha-cha-chá - 30/32
- Jive - 42/44
- Pasodoble - 60/62
- Samba - 50/52

### Bailes Caribeños: Salsa, Merengue y Bachata
Con motivo de los Juegos Mundiales Cali 2013, esta ciudad se encargó de incluir la Salsa como tercera disciplina dentro del baile deportivo, que en ese momento acogió los ritmos Pachanga, Guaguancó (originarios de Cuba) y el Boogaloo (fusión del son montuno y la guajira cubana con el soul) para esa competición.
Sin embargo, en esta salsa si hay 'cargadas', solo que siempre se debe tener un contacto con su pareja, las parejas se adaptan a las reglas básicas del baile deportivo, con trajes sobrios y rápidos que representen la salsa, no como los del baile latino ni tan extensos como los bailes europeos.
Desde 2013 en Cali, Salsa se ha denominado como deporte debido a su exigencia física que exige y la capacidad del baile en pareja por parte de los participantes que la practican.
En 2019 la Federación Mundial de Baile Deportivo realizó en Cali, Colombia la primera certificación de internacional de Jueces especializados en Salsa y ha incorporado a los Bailes Caribeños dentro de sus disciplinas deportivas de competición. En Bailes Caribeños están incluidas las especialidades deportivas Merengue, Bachata y Salsa. En 2024 se celebró el Campeonato Mundial de Salsa en Guadalajara, España, con la participación de parejas de Ecuador, Italia, España, Colombia, El Salvador, Turquía, Francia, Rumania, entre otros Países.

## La Federación Mundial

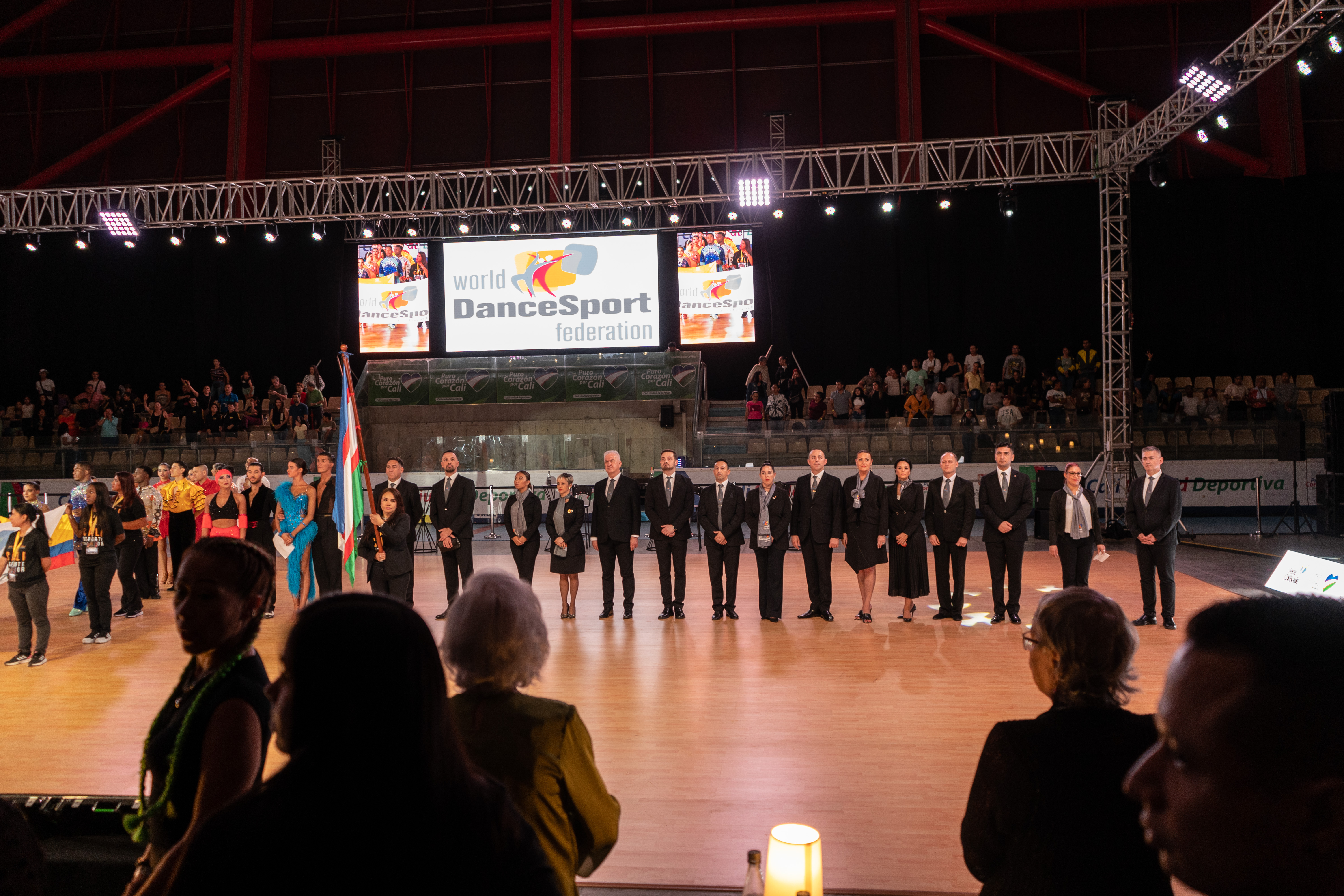
Jueces WDSF

La Federación Mundial de Baile Deportivo (WDSF) es el organismo internacional que regula el baile amateur y profesional. Actualmente tiene al rededor de 100 países afiliados en todos los continentes. Su sede administrativa está en Lausanne, Suiza en la Casa del Deporte Internacional. 
México fue el primer país en Latinoamérica en reconocer el baile como deporte y creó la Federación Mexicana de Baile y Danza Deportiva A.C. le siguen países como Argentina, Brasil, Chile Federación deportiva nacional de baile deportivo, Colombia Federación Colombiana de Danza y Baile Deportivo FEDECOLBAILE,  Ecuador, El Salvador, Guatemala, Panamá, Perú y Uruguay. 
En España a nivel amateur, el baile deportivo lo regula la Federación Española de Baile Deportivo (FEBD), entidad reconocida por el Consejo Superior de Deportes. Además existen cinco Federaciones Autonómicas,  la catalana (FCBE), la aragonesa (FABDC) la valenciana (FBECV)  la balear (FBBE)y la extremeña (FExBD).  Las cinco están integradas en la estructura nacional de la FEBD.

## Baile deportivo en los Juegos Olímpicos
El 4 de septiembre de 1997 el baile deportivo y la Federación Mundial de Baile Deportivo (WDSF) fueron reconocidos por el Comité Olímpico Internacional (COI). La WDSF está trabajando para que no solo sea un deporte olímpico, sino para que sea también incluido en el programa olímpico. En 2024 hizo debut en los Juegos Olímpicos de la Juventud, con la disciplina deportiva Breaking. 
Para los Juegos Olímpicos de París 2024 se dio a conocer la inclusión del breaking como disciplina olímpica, lo que representará el debut del baile en el máximo evento deportivo.